# Кубок Кремля по современному пятиборью 2015
V Кубок Кремля по современному пятиборью — юбилейный пятый турнир, прошедший в Москве с 23 по 24 мая 2015 года. Призовой фонд турнира: $100 тысяч.
Соревнования проходили на базе столичного спортивного комплекса ЦСКА (фехтование, плавание) и на конно-спортивной базе ЦСКА (верховая езда, бег со стрельбой).
В Кубке Кремля выступают по 24 лучших пятиборца мира среди мужчин и женщин по персональному приглашению.
Первые места среди женщин заняли Лена Шёнеборн, Шаролта Ковач и Доната Римшайте.
Первые места среди мужчин заняли Адам Мароши, Максим Кустов и Валентин Прад.

## Женщины
23 мая 2015 года прошли соревнования среди женщин.

### Фехтование и плавание
В фехтовании наилучший результат показала Лена Шёнеборн, одержав победу в 17 поединках из 23-х и набрав 260 очков.
В плавании лучший результат показала Шаролта Ковач, набрав 313 очков.
Вторые места в обоих соревнования заняла Гульназ Губайдуллина и вышла в лидеры в общем зачете.

### Конкур и комбайн
В конкуре лидер соревнований Гульназ Губайдуллина не справилась с лошадью, и, проехав мимо старта, получила ноль очков.
В комбайне первыми стартовали Шаролта Ковач, Анна Буряк, Лена Шёнеборн, Марго Изаксен и Мелани Мак-Канн.
Почти до конца гонки тройка лидеров не позволяла соперникам достичь себя. После последней стрельбы Доната Римшайте сумела обогнать Анну Буряк, а Лена Шёнеборн — Шаролту Ковач.

### Итоговые результаты
Итоговые места распределись следующим образом:
1. Лена Шёнеборн (Германия) — 1329;
2. Шаролта Ковач (Венгрия) — 1325;
3. Доната Римшайте — 1318;
4. Анна Буряк (обе — Россия) — 1309;
5. Лаура Асадаускайте (Литва) — 1301;
6. Анника Шлой (Германия) — 1291;
7. Прокопенко Анастасия (Беларусь) — 1285;
8. Эспозито Хлои (Австралия) — 1281;
9. Маккан Мелани (Канада) — 1265;
10. Анна Савченко — 1252;
11. Алисэ Фахрутдинова — 1249;

14. Екатерина Вдовенко — 1220…
17. Екатерина Хураськина — 1208.
18. Светлана Лебедева — 1192.
22. Гульназ Губайдуллина (все — Россия) — 1045.

## Мужчины
24 мая 2015 года прошли соревнования среди мужчин.

### Фехтование и плавание
В фехтовании лучший результат показали Амро Эль-Гезири, одержавший победу в 19 поединках из 23 (274 очка) и Адам Мароши (17 побед, 258 очков). Третье место разделили Александр Лесун и Валентин Прад (15 побед, 242 очка).
В бассейне победу также одержал Амро Эль-Гезири.
В общем зачете после двух видов программы лидировал Амро Эль-Гезири, вторым был Адам Мароши, третьим Роберт Каса.

### Конкур и комбайн
Лидер первых этапов Амро Эль-Гезири проиграл конкур и лишился шансов попасть в призёры.
В комбайне Мароши показал отличные результаты в стрельбе и занял первое место, а Максим Кустов, опередив Роберта Касу, занял второе. Третьим в итоге финишировал Валентин Прад.

### Итоговые результаты
Итоговые места распределись следующим образом:
1. Мароши Адам — 1447;
2. Кустов Максим — 1440;
3. Прадес Валентин — 1430;
4. Де Лука Рикардо — 1424;
5. Лесун Александр — 1423.